# Boisyvon
Pour les articles homonymes, voir Boisyvon (homonymie).
Boisyvon (prononcé [bwazivɔ̃]) est une commune française, située dans le département de la Manche en région Normandie, peuplée de 100 habitants.

## Géographie
| Saint-Maur-des-Bois                            | Saint-Aubin-des-Bois   | Fontenermont           |
| Saint-Maur-des-Bois                            | Boisyvon               | Coulouvray-Boisbenâtre |
| La Chapelle-Cécelin, Saint-Martin-le-Bouillant | Coulouvray-Boisbenâtre | Coulouvray-Boisbenâtre |

### Hydrographie
La commune est située dans le bassin Seine-Normandie. Elle est drainée par la Sienne, le fossé 01 de la Grangerie, le fossé 01 du Logis de Boisyvon, le fossé 02 de la Jamerie et divers autres petits cours d'eau,.
La Sienne, d'une longueur de 93 km, prend sa source dans la commune de Noues de Sienne et se jette  dans le golfe de Saint-Malo en limite de Agon-Coutainville et de Regnéville-sur-Mer, après avoir traversé 21 communes. Les caractéristiques hydrologiques de la Sienne sont données par la station hydrologique située sur la commune de Noues de Sienne. Le débit moyen mensuel est de 0,082 m3/s. Le débit moyen journalier maximum est de 0,687 m3/s, atteint lors de la crue du 14 février 2007. Le débit instantané maximal est quant à lui de 1,82 m3/s, atteint le 24 octobre 1998.

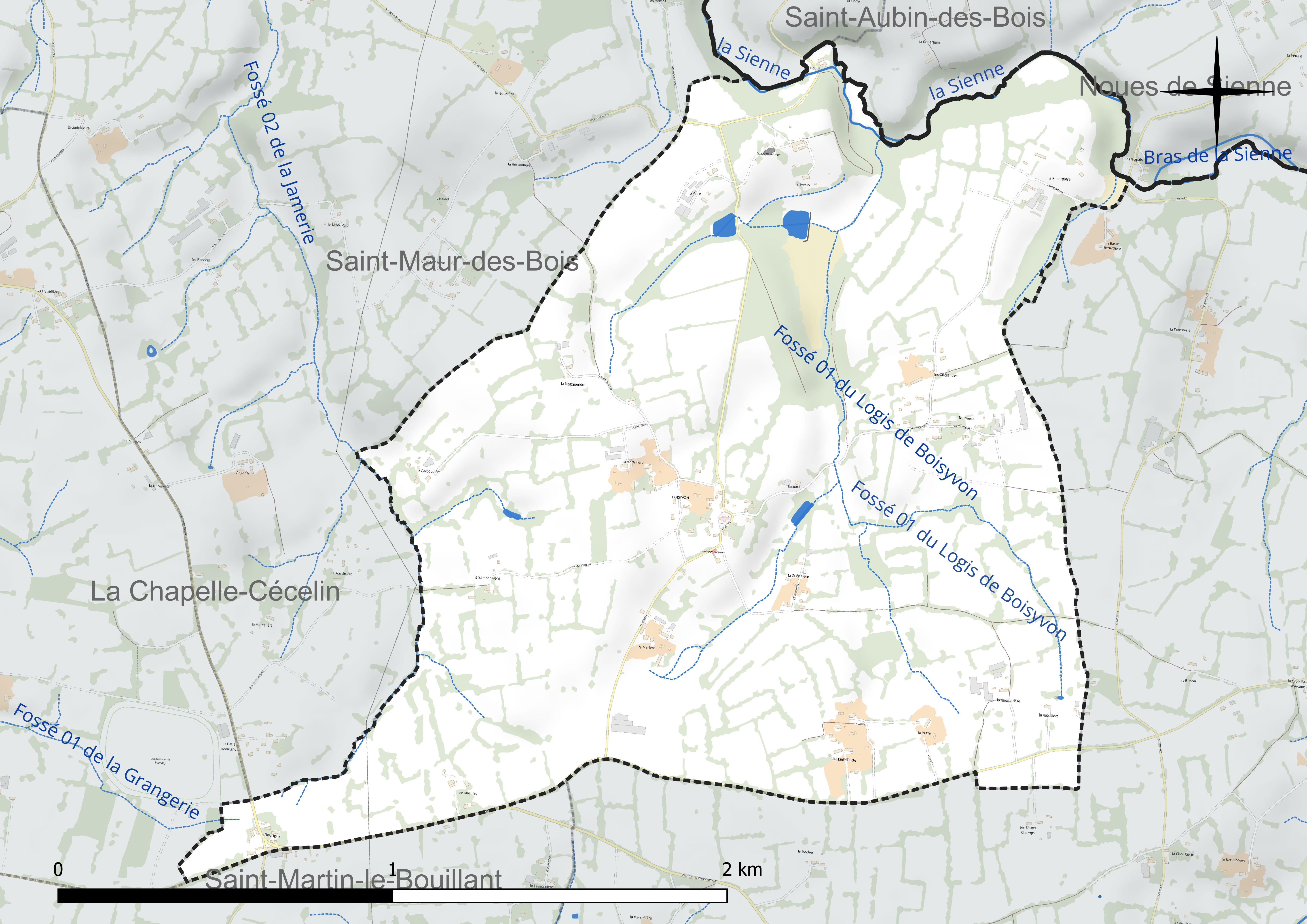
Réseau hydrographique de Boisyvon.

### Climat
Pour des articles plus généraux, voir Climat de la Normandie et Climat de la Manche.
En 2010, le climat de la commune est de type climat océanique franc, selon une étude du CNRS s'appuyant sur une série de données couvrant la période 1971-2000. En 2020, Météo-France publie une typologie des climats de la France métropolitaine dans laquelle la commune est exposée à un climat océanique et est dans la région climatique  Normandie (Cotentin, Orne), caractérisée par une pluviométrie relativement élevée (850 mm/a) et un été frais (15,5 °C) et venté. Parallèlement le GIEC normand, un groupe régional d'experts sur le climat, différencie quant à lui, dans une étude de 2020, trois grands types de climats pour la région Normandie, nuancés à une échelle plus fine par les facteurs géographiques locaux. La commune est, selon ce zonage, exposée à un « climat contrasté des collines », correspondant au Bocage normand, bien arrosé, voire très arrosé sur les reliefs les plus exposés au flux d'ouest, et frais en raison de l'altitude.
Pour la période 1971-2000, la température annuelle moyenne est de 10,2 °C, avec une amplitude thermique annuelle de 12,9 °C. Le cumul annuel moyen de précipitations est de 1 132 mm, avec 14,9 jours de précipitations en janvier et 9,5 jours en juillet. Pour la période 1991-2020, la température moyenne annuelle observée sur la station météorologique la plus proche, située sur la commune de Saint-Hilaire-du-Harcouët à 25 km à vol d'oiseau, est de 11,5 °C et le cumul annuel moyen de précipitations est de 929,5 mm,. Pour l'avenir, les paramètres climatiques de la commune estimés pour 2050 selon différents scénarios d'émission de gaz à effet de serre sont consultables sur un site dédié publié par Météo-France en novembre 2022.

## Urbanisme

### Typologie
Au 1er janvier 2024, Boisyvon est catégorisée commune rurale à habitat très dispersé, selon la nouvelle grille communale de densité à sept niveaux définie par l'Insee en 2022.
Elle est située hors unité urbaine et hors attraction des villes,.

### Occupation des sols
L'occupation des sols de la commune, telle qu'elle ressort de la base de données européenne d'occupation biophysique des sols Corine Land Cover (CLC), est marquée par l'importance des territoires agricoles (96,4 % en 2018), une proportion identique à celle de 1990 (96,4 %). La répartition détaillée en 2018 est la suivante : zones agricoles hétérogènes (48,6 %), prairies (46,4 %), forêts (3,6 %), terres arables (1,3 %). L'évolution de l'occupation des sols de la commune et de ses infrastructures peut être observée sur les différentes représentations cartographiques du territoire : la carte de Cassini (XVIIIe siècle), la carte d'état-major (1820-1866) et les cartes ou photos aériennes de l'IGN pour la période actuelle (1950 à aujourd'hui).

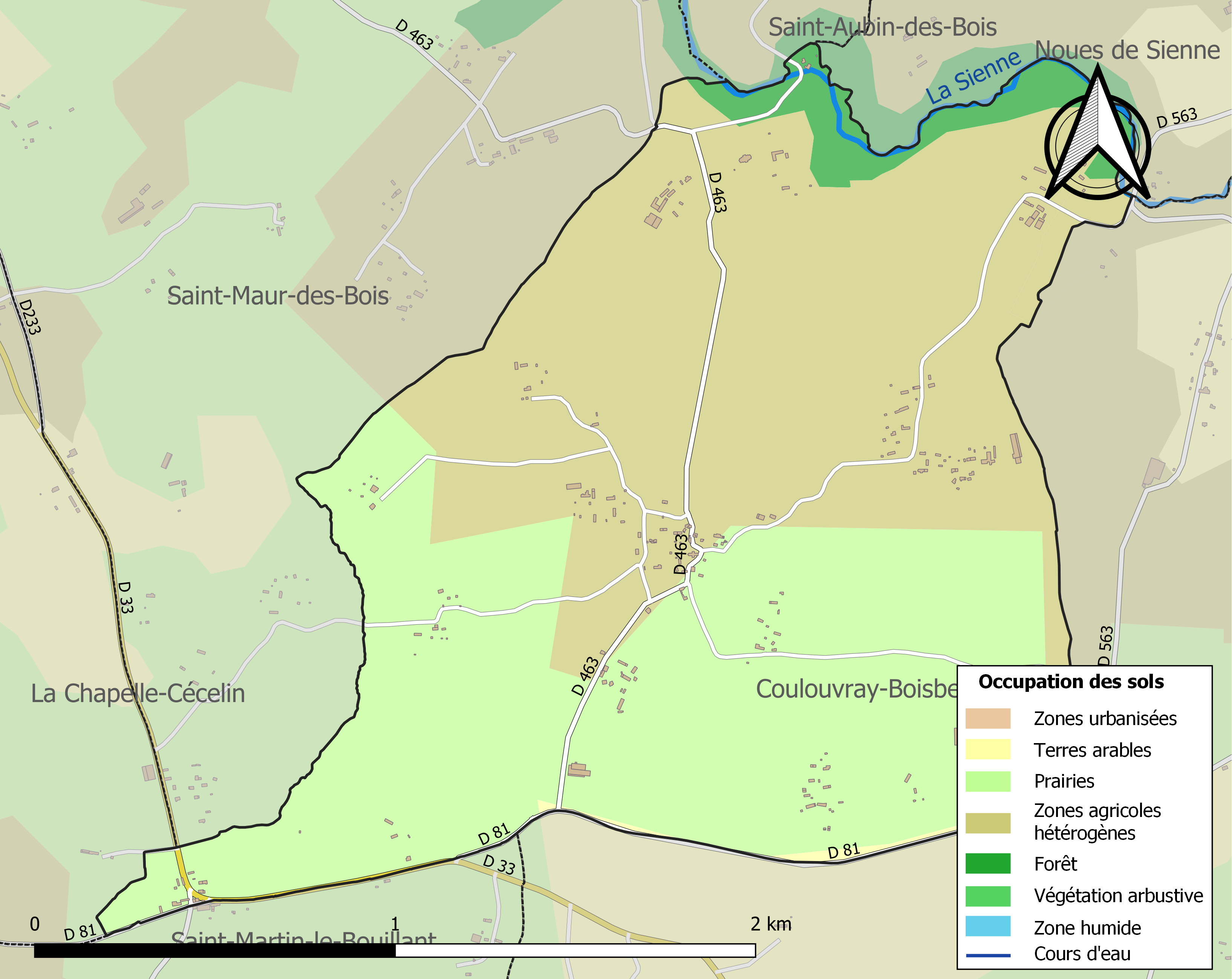
Carte des infrastructures et de l'occupation des sols de la commune en 2018 (CLC).

## Toponymie
Le nom de la localité est attesté sous la forme Bosco Ivonis vers 1185.
Il est issu de l'ancien français bois, qui a conservé sa graphie en français moderne, et de l'anthroponyme Yvon qui devait être le propriétaire de ce bois.
Le gentilé est Boisyvonnais.

## Histoire
Sous la féodalité, le fief de Boisyvon appartenait à la famille éponyme qui possédait également le fief de Fontenermont. Le personnage le plus marquant dans l'histoire de la paroisse fut, sans doute, Samson de Boisyvon qui construisit, à la fin du XVIe siècle, la chapelle de l'église placée sous le patronage de saint Samson à qui un pèlerinage était voué.

## Politique et administration
| Période                                  | Période   | Identité                     | Étiquette | Qualité      |
| ---------------------------------------- | --------- | ---------------------------- | --------- | ------------ |
| vers 1860                                | ?         | Ernest Gaultier de Carville  |           | Propriétaire |
| avant 1995                               | mars 2001 | Maurice Gaultier de Carville | DVD       |              |
| mars 2001                                | En cours  | Stéphane Primois             |           | Agriculteur  |
| Les données manquantes sont à compléter. |           |                              |           |              |

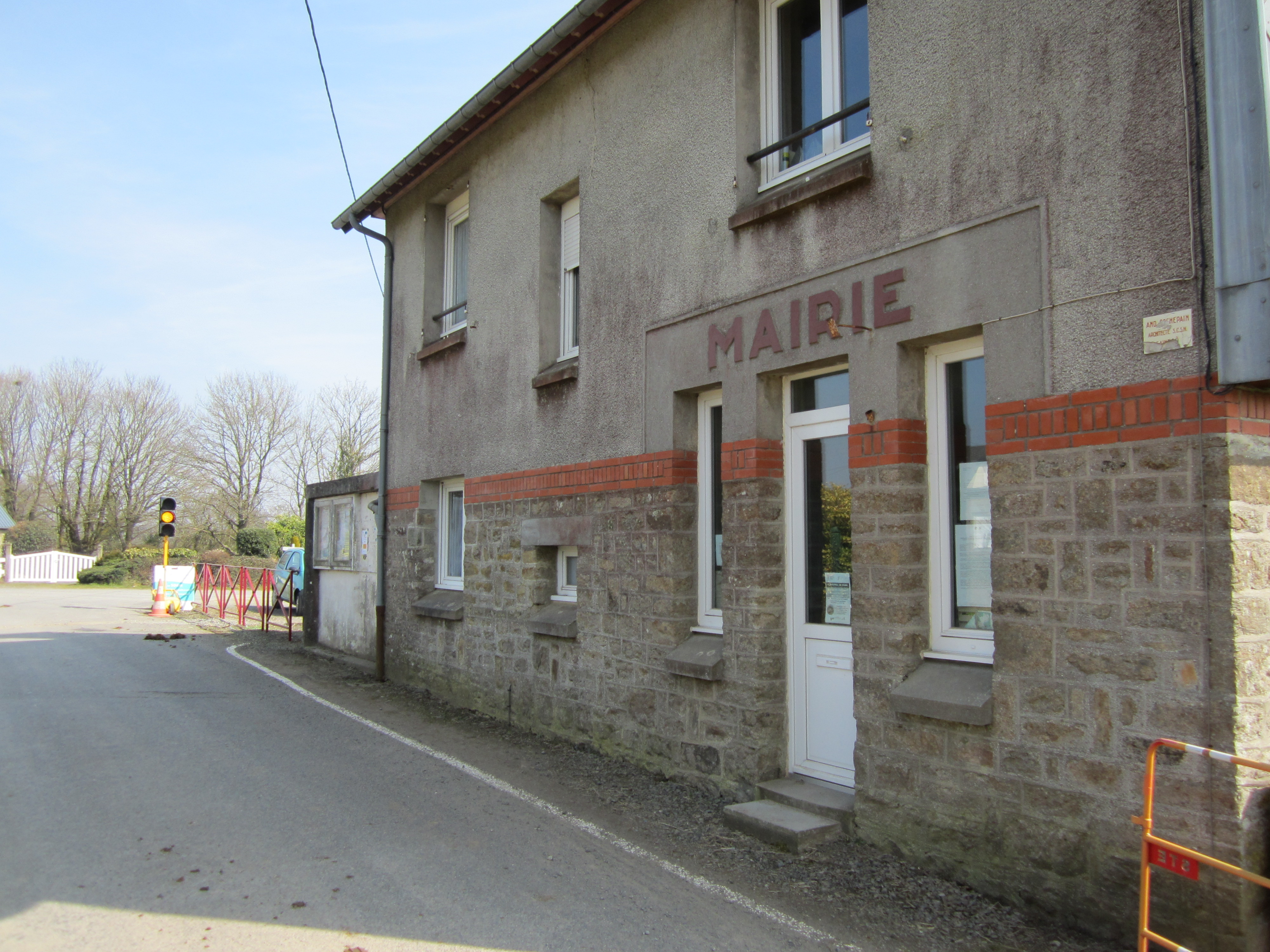
La mairie.

Le conseil municipal est composé de onze membres dont le maire et deux adjoints.

## Démographie
L'évolution du nombre d'habitants est connue à travers les recensements de la population effectués dans la commune depuis 1793. Pour les communes de moins de 10 000 habitants, une enquête de recensement portant sur toute la population est réalisée tous les cinq ans, les populations de référence des années intermédiaires étant quant à elles estimées par interpolation ou extrapolation. Pour la commune, le premier recensement exhaustif entrant dans le cadre du nouveau dispositif a été réalisé en 2006.
En 2022, la commune comptait 100 habitants, en évolution de −11,5 % par rapport à 2016 (Manche : −0,31 %, France hors Mayotte : +2,11 %).
Boisyvon a compté jusqu'à 317 habitants en 1851.
| 1793 | 1800 | 1806 | 1821 | 1831 | 1836 | 1841 | 1846 | 1851 |
| ---- | ---- | ---- | ---- | ---- | ---- | ---- | ---- | ---- |
| 260  | 248  | 316  | 250  | 280  | 292  | 310  | 310  | 317  |

| 1856 | 1861 | 1866 | 1872 | 1876 | 1881 | 1886 | 1891 | 1896 |
| ---- | ---- | ---- | ---- | ---- | ---- | ---- | ---- | ---- |
| 285  | 280  | 277  | 267  | 254  | 237  | 247  | 221  | 217  |

| 1901 | 1906 | 1911 | 1921 | 1926 | 1931 | 1936 | 1946 | 1954 |
| ---- | ---- | ---- | ---- | ---- | ---- | ---- | ---- | ---- |
| 226  | 231  | 213  | 198  | 173  | 191  | 215  | 176  | 191  |

| 1962 | 1968 | 1975 | 1982 | 1990 | 1999 | 2006 | 2011 | 2016 |
| ---- | ---- | ---- | ---- | ---- | ---- | ---- | ---- | ---- |
| 162  | 152  | 142  | 116  | 105  | 106  | 117  | 107  | 113  |

| 2021 | 2022 | - | - | - | - | - | - | - |
| ---- | ---- | - | - | - | - | - | - | - |
| 105  | 100  | - | - | - | - | - | - | - |

## Culture locale et patrimoine

### Lieux et monuments
- Église Saint-Pierre des XVIIe, XVIIIe – XIXe siècles. Elle abrite une chasuble, étole, manipule et voile de calice classés au titre objet aux monuments historiques en 1980[31]. Sont également conservées, des dalles funéraires (XVIIe – XIXe siècles), les statues de saint Pierre (XVIIIe), saint Antoine (XVIIIe), Vierge à l'Enfant (XIVe), sainte Geneviève (XVIIIe), sainte Suzanne (XVIIe), saint Samson (XVIIe), ainsi qu'une verrière (XXe) de Charles Lorin[32].

L'église fut donné à l'abbaye de Montmorel par Guillaume de Boisyvon (XIIe siècle). Gautier de Coutances, archevêque de Rouen de 1184 à 1208, ratifia la donation.
- Château du XIXe siècle près du logis de Boisyvon.
- Maison datée de 1789, près de l'église.
- Ancien presbytère (XIXe siècle).
- Moulin sur la Sienne.
- Croix de chemin de la Guédoitière, de Bourigny (XIXe siècle), de la Guérinière (XVIIIe siècle) et de l'intersection D33/81 du XVIIe siècle.
- Croix de cimetière (XIXe siècle).

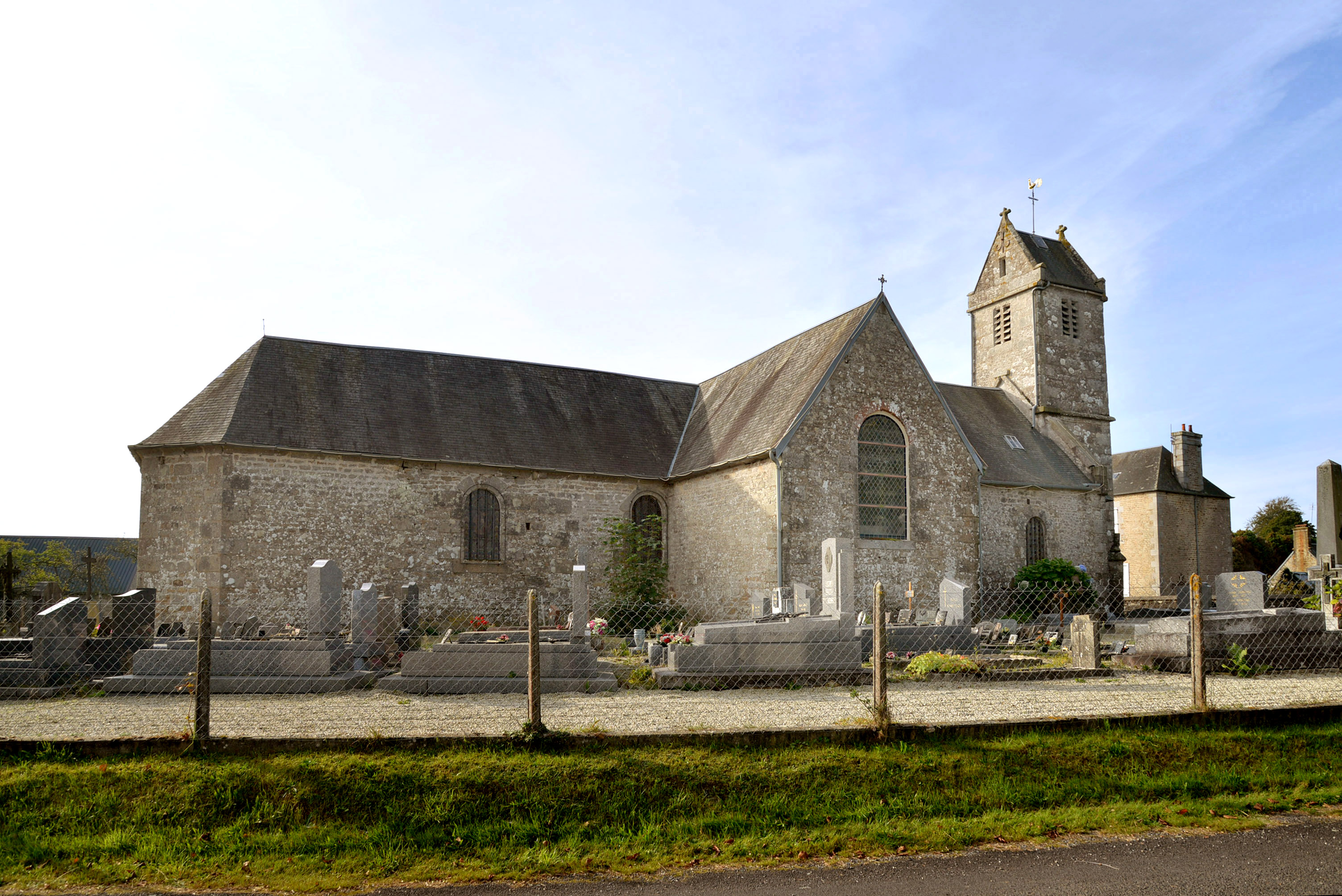
L'église Saint-Pierre.
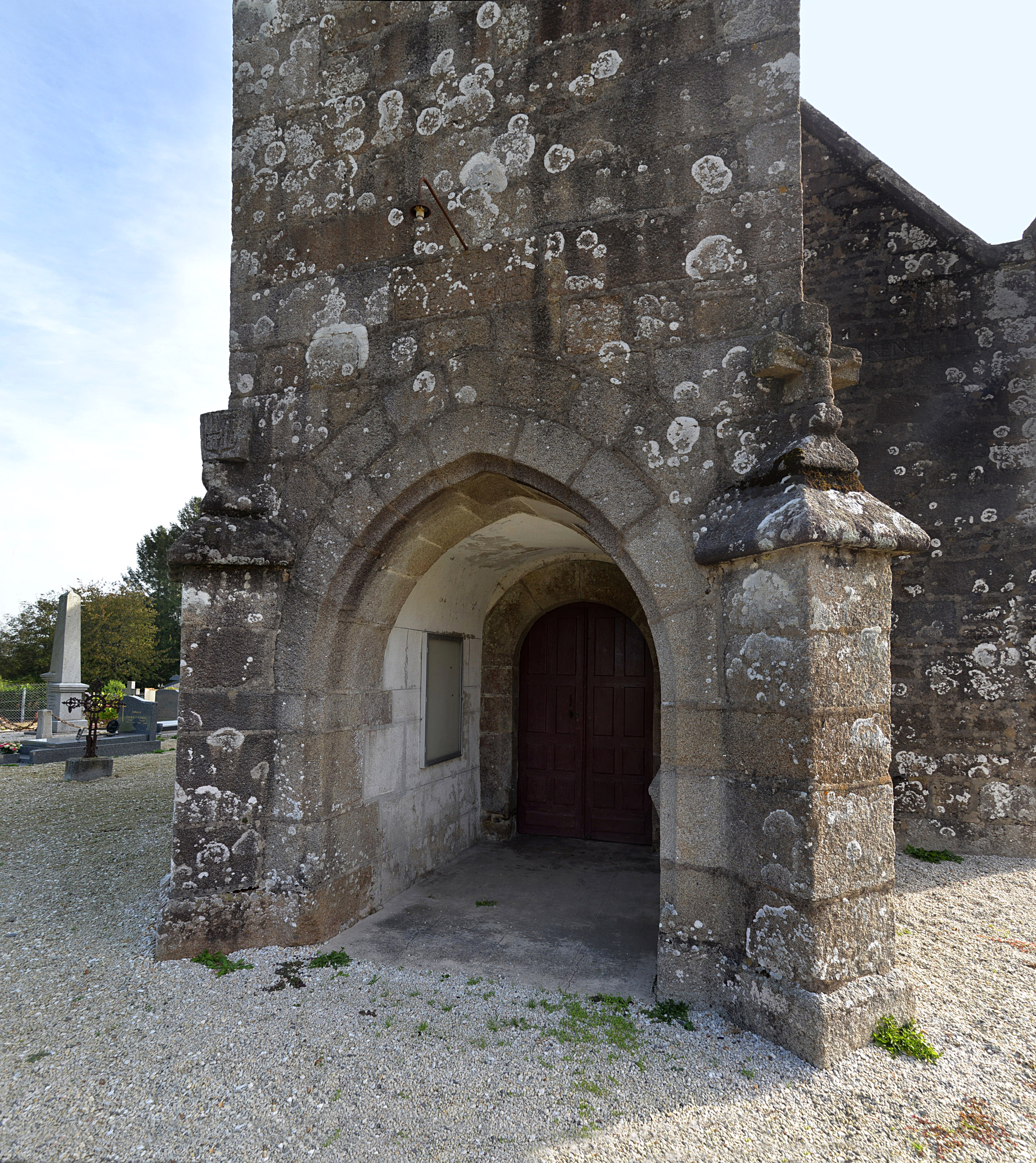
Le porche ouest de l'église.
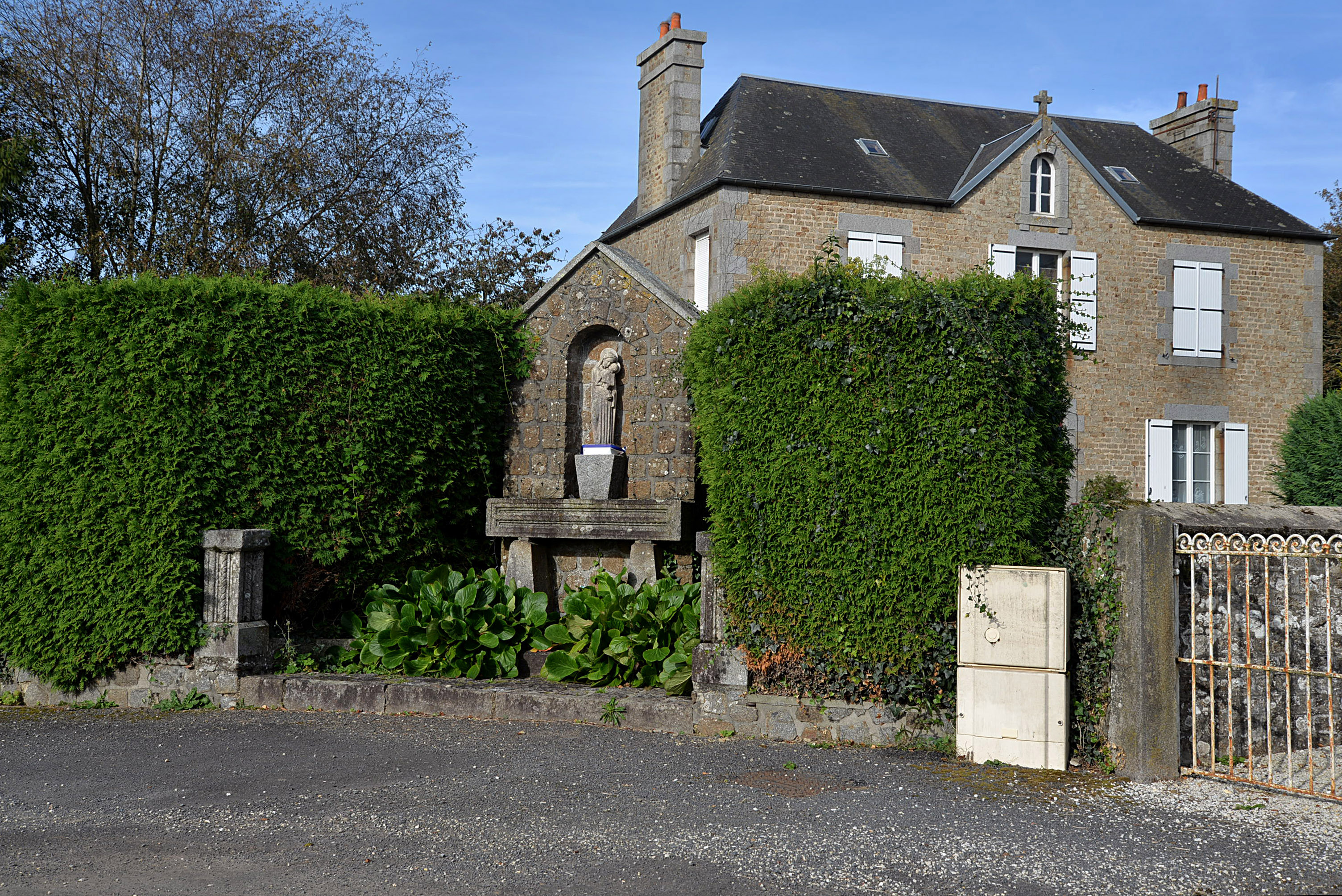
Oratoire dans le bourg.
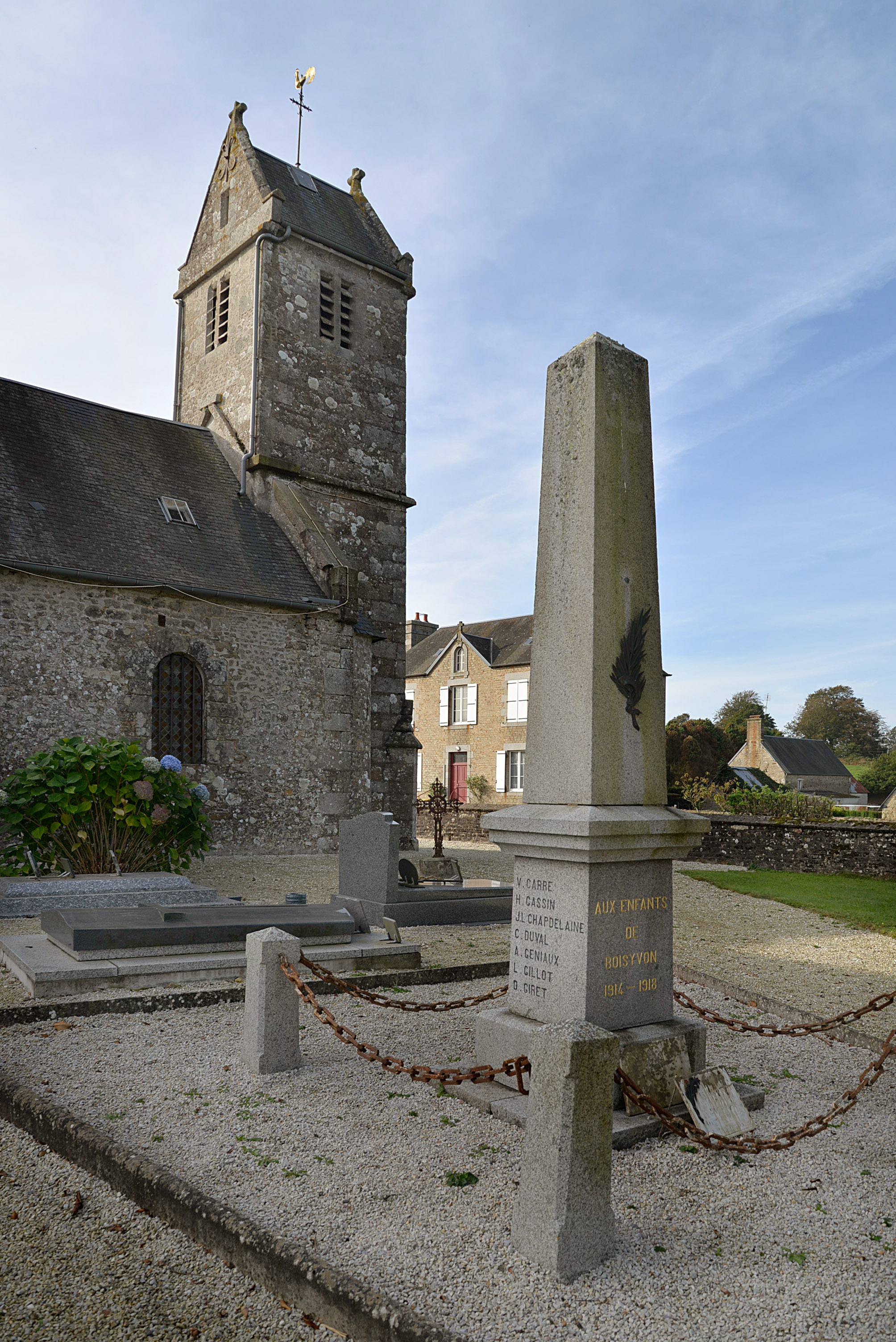
Le monument aux morts.
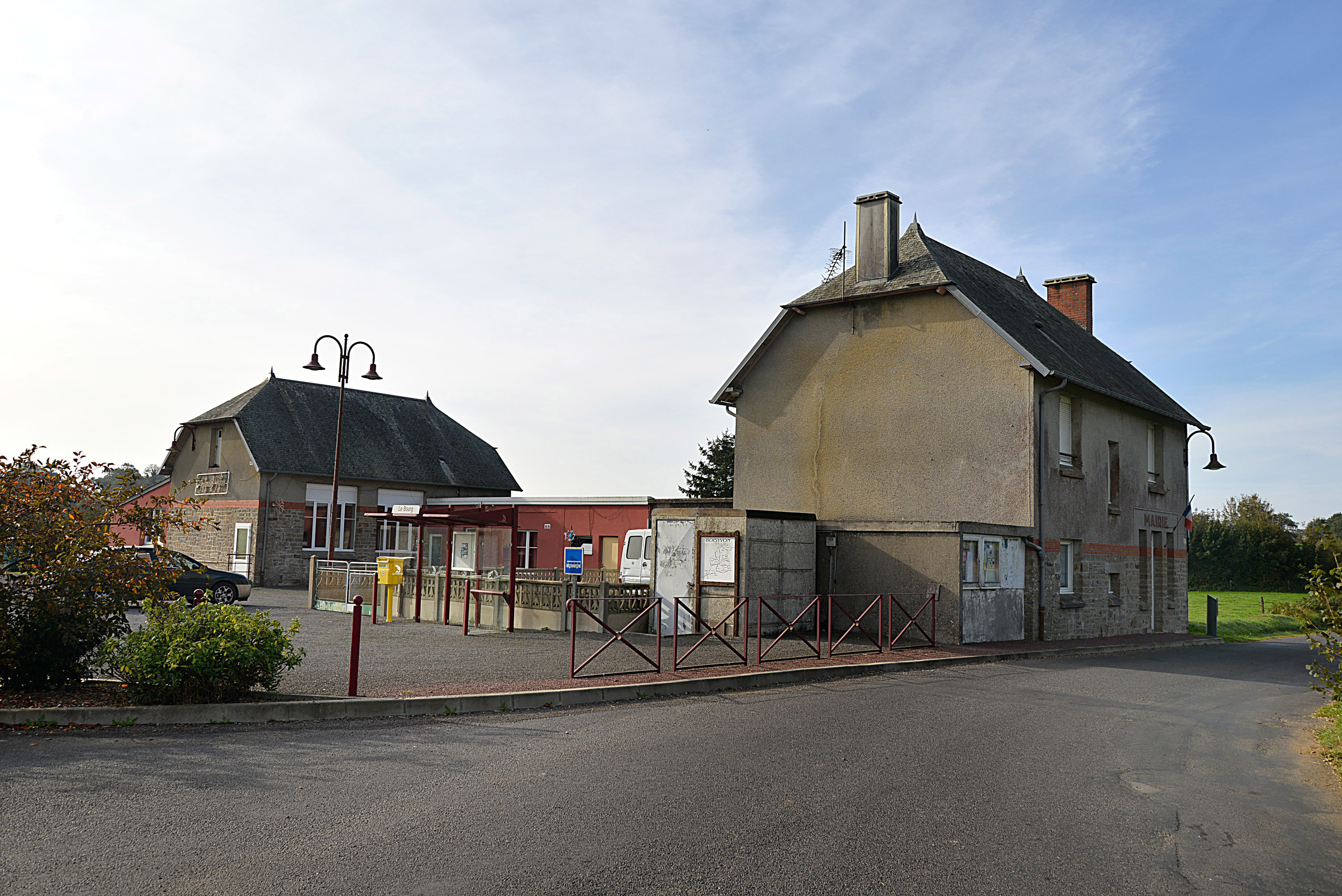
La mairie et la salle des fêtes.

### Personnalités liées à la commune
Les Boisyvon, qui « ont toujours été catholiques dans les mâles », épousèrent à plusieurs reprises des femmes de religion protestante. La branche de cette lignée s'éteint en 1729 car les deux derniers descendants Louis-Léonor de Boisyvon (1699-1725) et Georges de Boisyvon, dit le chevalier de Fonternemont, entrèrent en querelle à propos de l'héritage d'une demoiselle de Laubrière. Georges fut assassiné, en 1729, par son frère et Louis-Léonor fut condamné à la décapitation. Les biens de Louis-Léonor furent confisqués par ordonnance des trésoriers généraux des finances de Caen.
- Gabriel de Carville (1897 à Boisyvon-1982), homme politique.